# Winrich Behr

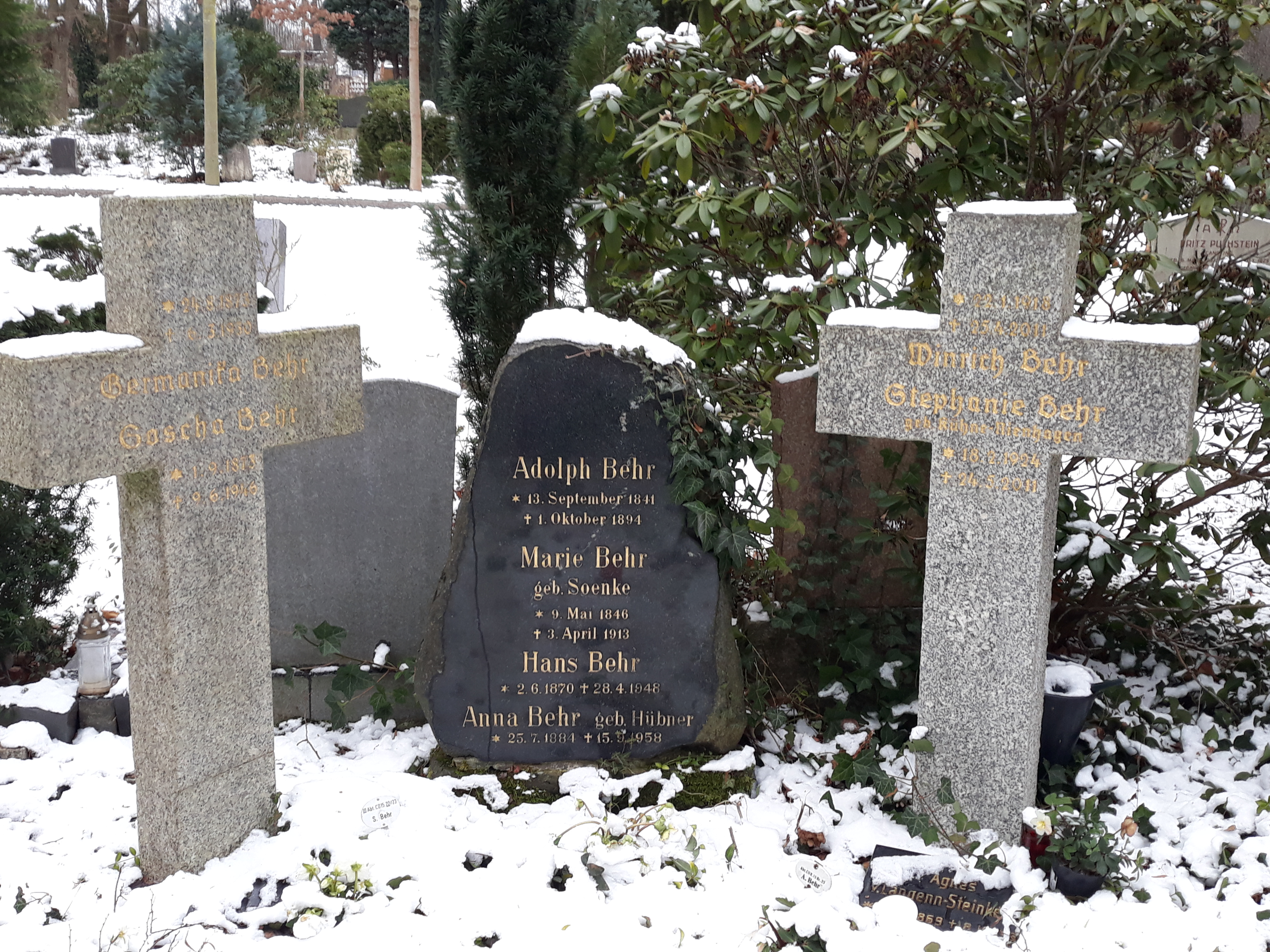
Sepultura do oficial alemão Winrich Behr, juntamente com sua esposa Stephanie

Winrich Behr (22 de janeiro de 1918 – 25 de abril de 2011) foi um oficial alemão que serviu durante a Segunda Guerra Mundial. Foi condecorado com a Cruz de Cavaleiro da Cruz de Ferro.

## Condecorações
| Cruz de Ferro 2ª Classe                               |
| Cruz de Ferro 1ª Classe                               |
| Cruz de Cavaleiro da Cruz de Ferro 15 de maio de 1941 |